# Eichenau
Eichenau là một đô thị thuộc huyện Fürstenfeldbruck, trong bang Bayern, nước Đức. Đô thị Eichenau có diện tích 6,98 km², dân số thời điểm 31 tháng 12 năm 2006 là 11.750 người. Đô thị Eichenau có cự ly 20 km về phía tây trung tâm thành phố Munich.
Eichenau đã chính thức tách khỏi Alling năm 1907. Đô thị này nằm ở khu vực nhà ga trên tuyến đường ray Munich-Lindau.

## Thành phố kết nghĩa
- Budrio, Italia, từ năm 1990.
- Wyshgorod, Ukraina, từ năm 1994.

## Cư dân nổi tiếng
- George Bouzianis (1885–1959), họa sĩ
- Georg Spillner (1908–1998)
- Claus Biederstaedt (* 1928), diễn viên
- Herbert Riehl-Heyse (1940–2003), tác gia kiêm ký giả
- Alma Hagenbucher (* 1922), nhà kinh doanh